# Rio do Quilombo
O rio do Quilombo, é um rio brasileiro do estado de São Paulo, pertence à bacia do rio Grande.
O rio é um afluente do médio Mogi-Guaçu que nasce a 950m de altitude e percorre uma extensão de aproximadamente 44 km até a sua foz, a uma altitude de 520m. O seu principal afluente é o ribeirão dos Negros que nasce a 900m de altitude e deságua no seu trecho médio-inferior a 600m. A bacia do rio Quilombo drena parte dos municípios de São Carlos e Descalvado, no interior do Estado de São Paulo.

## Percurso
O rio do Quilombo nasce entre os municípios de São Carlos próximo da localidade chamada Capela Aparecida e da rodovia SP-215 na localização geográfica, latitude 22º02'32" sul e longitude 47º46'55" oeste.
Da nascente segue em direção norte (0º) do estado de São Paulo, e depois segue sempre mais ou menos paralelo a rodovia SP-318 passa pelas localidades de Babilonia e Santa Eudóxia já próximo de seu desague.
Percorre neste trajeto uma distância de mais ou menos 44 quilômetros.
Próximo a localidade de Santa Eudóxia se torna afluente do rio Moji-Guaçu na margem sul, na localização geográfica, latitude 21º42'20" sul e longitude 47º43'44" oeste, o rio Moji-Guaçu por sua vez é afluente do rio Pardo em Viradouro.

## Afluentes
- Margem sul:
  - Não consta
- Margem norte:
  - Não consta